# Hypodoria orbitalis
Hypodoria orbitalis là một loài ruồi trong họ Tachinidae.